# جيمس إتش. ماكجي
جيمس إتش. ماكجي هو سياسي أمريكي، ولد في 8 نوفمبر 1918 في Berryburg, West Virginia ‏ في الولايات المتحدة، وتوفي في 4 مارس 2006 في تروتوود في الولايات المتحدة. نشط حزبياً في الحزب الديمقراطي. وقد انتخب Mayor of Dayton, Ohio ‏.